# Maurice Brianchon
Maurice Brianchon (Fresnay-sur-Sarthe, 11 gennaio 1899 – Parigi, 1º marzo 1979) è stato un pittore francese.

## Biografia
Giovanissimo, Maurice Brianchon frequentò studi medi a Le Mans e alla scuola di Belle Arti di Bordeaux.
Nel 1917, Maurice Brianchon entrò nell'École nationale supérieure des beaux-arts di Parigi allievo di Fernand Cormon e, nel 1918, lasciò questa scuola per seguire i corsi di Paul Renouard e di Eugène Édouard Morand presso l'École nationale supérieure des arts décoratifs.
Espose per la prima volta al Salon d'Automne nel 1919, dopo di che effettuò un viaggio in Belgio e nei Paesi Bassi dove conobbe i pittori fiamminghi e olandesi visitando i musei di Bruxelles, Anversa, Bruges e Amsterdam.
Nel 1924, vinse il premio Blumenthal e una borsa di studio alla School of Decorative Arts, che gli consentirono di fare, in compagnia di Legueult, un viaggio in Spagna dove scoprirono al Museo del Prado i maestri della pittura spagnola che tanto ammirarono e di cui fecero delle copie: Diego Velázquez, Francisco Goya.
Il 18 giugno 1934 sposò la pittrice Marguerite Louppe, che incontrò all'Académie Julian e all'Académie de la Grande Chaumière, e partecipò alla Biennale di Venezia con sei dipinti.
Nel 1936 divenne professore alla Scuola nazionale di arti decorative di Parigi.
Allo scoppio della seconda guerra mondiale venne arruolato nell'esercito francese.
Nel 1943, insieme alla moglie, decorò il Conservatoire national supérieur de musique et de danse de Paris con tre pannelli murali.
Nel secondo dopoguerra si impegnò a realizzare le scene e i costumi delle opere teatrali di Pierre de Marivaux.
La sua attività fu molteplice: bozzetti teatrali, pannelli decorativi, decorazioni murali, cartoni per arazzi per Aubusson e per la Manifattura dei Gobelins, cartoni per le vetrate della chiesa di Assy (1946), illustrazioni per il Théâtre complet di André Gide.
Nel 1949 fu nominato professore alla Scuola Nazionale di Belle Arti di Parigi.
Per l'Opéra national de Paris e il suo amico Francis Poulenc, produsse le scene e i costumi per il balletto Aubade nel 1952.
Il 13 maggio 1953, il presidente della Repubblica Vincent Auriol lo decorò con le insegne di ufficiale della Legion d'onore.
Nel 1959 viaggiò per la prima volta con la moglie negli Stati Uniti d'America, dove la galleria David B. Findlay di New York gli dedicò una mostra di trenta dipinti realizzati tra il 1942 e il 1959.
Dieci anni dopo diventò famoso in Giappone, grazie alla mostra a lui dedicata dal gallerista giapponese Chozo Yoshii, nella quale furono presentate una ventina delle sue opere a Tokyo.
Maurice Brianchon morì nella sua casa parigina il 1º marzo 1979.
La sua più specifica attività pittorica è dedicata al paesaggio:  nella crisi artistica della pittura francese nel periodo fra le due guerre, Brianchon fu tra coloro che intorno al 1930 auspicarono un ritorno ai valori figurativi tradizionali, e si schierarono tra i peintres de la réalité poétique, con un realismo semplificato ed agreste, venato di lirismo.
Una connaturata eleganza, leggermente influenzata dalla lezione di Édouard Manet e di Pierre Bonnard, traluce nei suoi ritratti femminili.

## Opere

### Stampe
- Sur la plage, litografia a colori;
- La neige à Auteuil, stampa, 1950;
- La Plage, stampa, 1952;
- Sans titre, stampa, 1954;
- Cannotage, litografia a colori, 1955;
- Thèmes, stampa, 1956;
- Les Fausses Confidences, illustrazioni per l'Œuvre de Marivaux, edito da Alfred Daber, 1959;
- Le Vieillard et les trois jeunes gens, xilografia, 1961.
- La Plage, litografia, 1964.

### Ceramica
- 74 piatti di Sèvres dipinti da Brianchon su richiesta di Robert Rey, 1945.

### Arazzi
- Pierrot et Colombine, 1940;
- Diane, circa 1940;
- Six musiciens, 1940;
- Opere per i Gobelins e Aubusson sul tema dei festival Château de Vaux-le-Vicomte, 1942;
- Le Sommeil de Diane, 1942;
- Faune et Sylvain, 1942;
- Sylvain, 1942;
- La Sérénade, 1943;
- Le Concert champêtre;
- Aubade;
- Musiciens dans un parc.

### Illustrazioni
- Une Nonnain, Valery Larbaud, 1946;
- Le Vaisseau de Thésée, Valery Larbaud, 1946;
- Théâtre complet, André Gide, 1946;
- Les Fausses Confidences, Marivaux, 1959;
- Le Vieillard et les trois jeunes gens, favole di Jean de La Fontaine, 1961;
- Le Blé en herbe, Colette, 1970.